# دوران جودوين
دوران جودوين (بالإنجليزية: Doran Godwin)‏ هي ممثلة بريطانية، ولدت في 1950.

## وصلات خارجية
- دوران جودوين على موقع IMDb (الإنجليزية)
- دوران جودوين على موقع أول موفي (الإنجليزية)
- دوران جودوين على موقع قاعدة بيانات الفيلم (الإنجليزية)
- دوران جودوين على موقع كينوبويسك (الروسية)